# 白神允
白神 允（しらが まこと、1976年8月7日 - ）は、日本の舞台俳優。新宿パープルパンダ所属。岡山県倉敷市出身。

## 出演

### 舞台
- バナナといったら犯罪

### 映画
- 組葬
- ダメジン
- 日本沈没
- PLAY BALL

### テレビドラマ
- ウルトラマンギンガS

### テレビアニメ
- アイシールド21（熱海大介）

### ドラマCD
- 六月のシュールな薔薇